# Juraparc
Der Juraparc ist ein Tierpark in Le Pont im Vallée de Joux, Waadt, Schweiz. Zum Park gehören ein Restaurant und Gehege mit Wölfen, Braunbären, Amerikanischen Bisons und Przewalski-Pferden.

## Geschichte
Der Park und das Restaurant du Mont d'Orzeires wurden 1972 von der Familie Blanc übernommen. Auf dem Areal lebten Schafe und Pferde. 1987 wurden sie durch Amerikanische Bisons ersetzt. Im November 2001 wurde der Bau von Gehegen, Hochsteigen und einer Wasseraufarbeitung abgeschlossen. Aus dem Park des Bois du Petit Château in La Chaux-de-Fonds wurden die ersten osteuropäischen Wölfe angeschafft. Im August 2002 gesellte sich zum Tierbestand der weibliche Braunbär Ursina mit ihren Jungtieren aus dem Tierpark Langenberg bei Zürich. Später kam der Bär Kupa dazu.

## Tierbestand

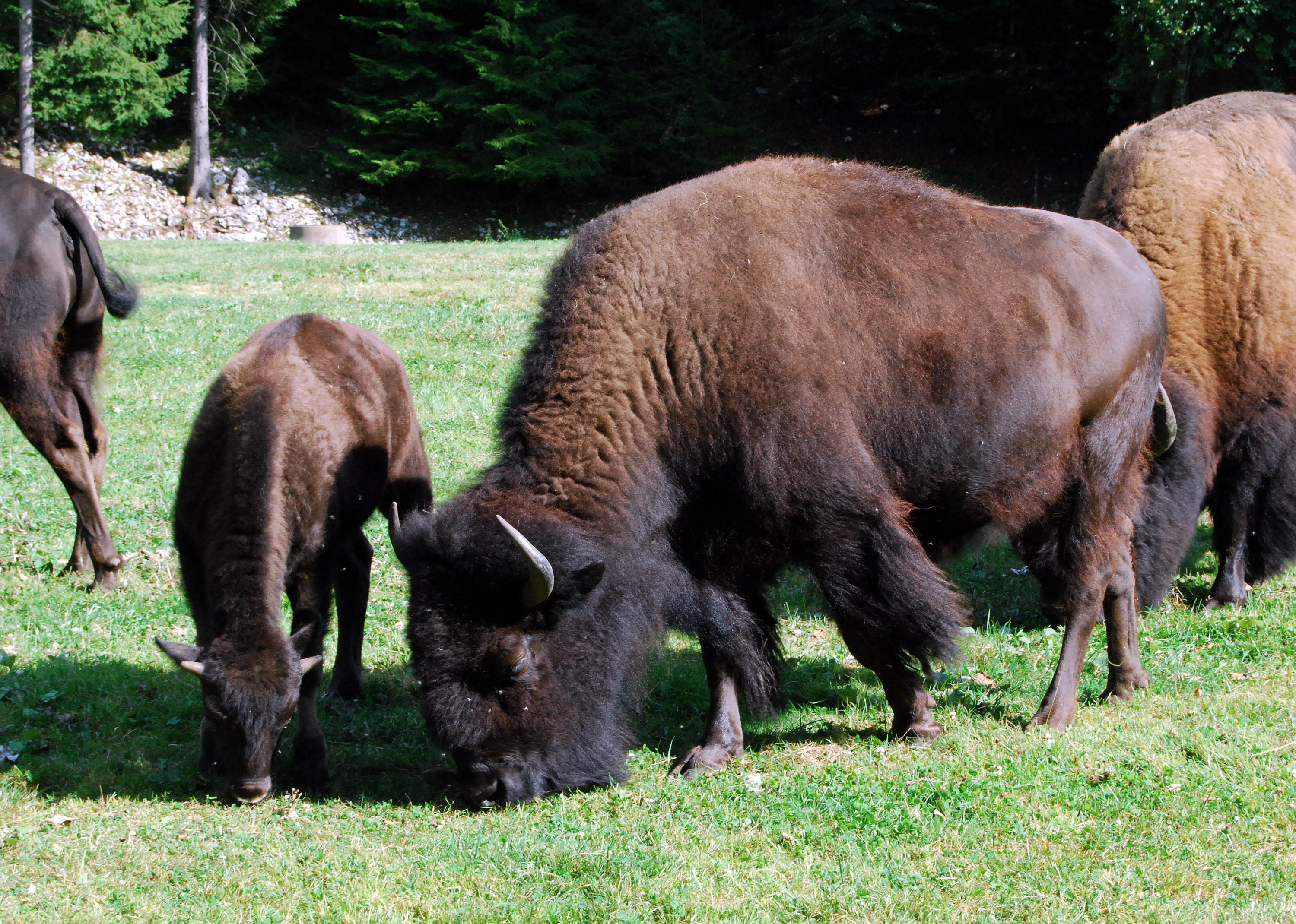
Amerikanischer Bison
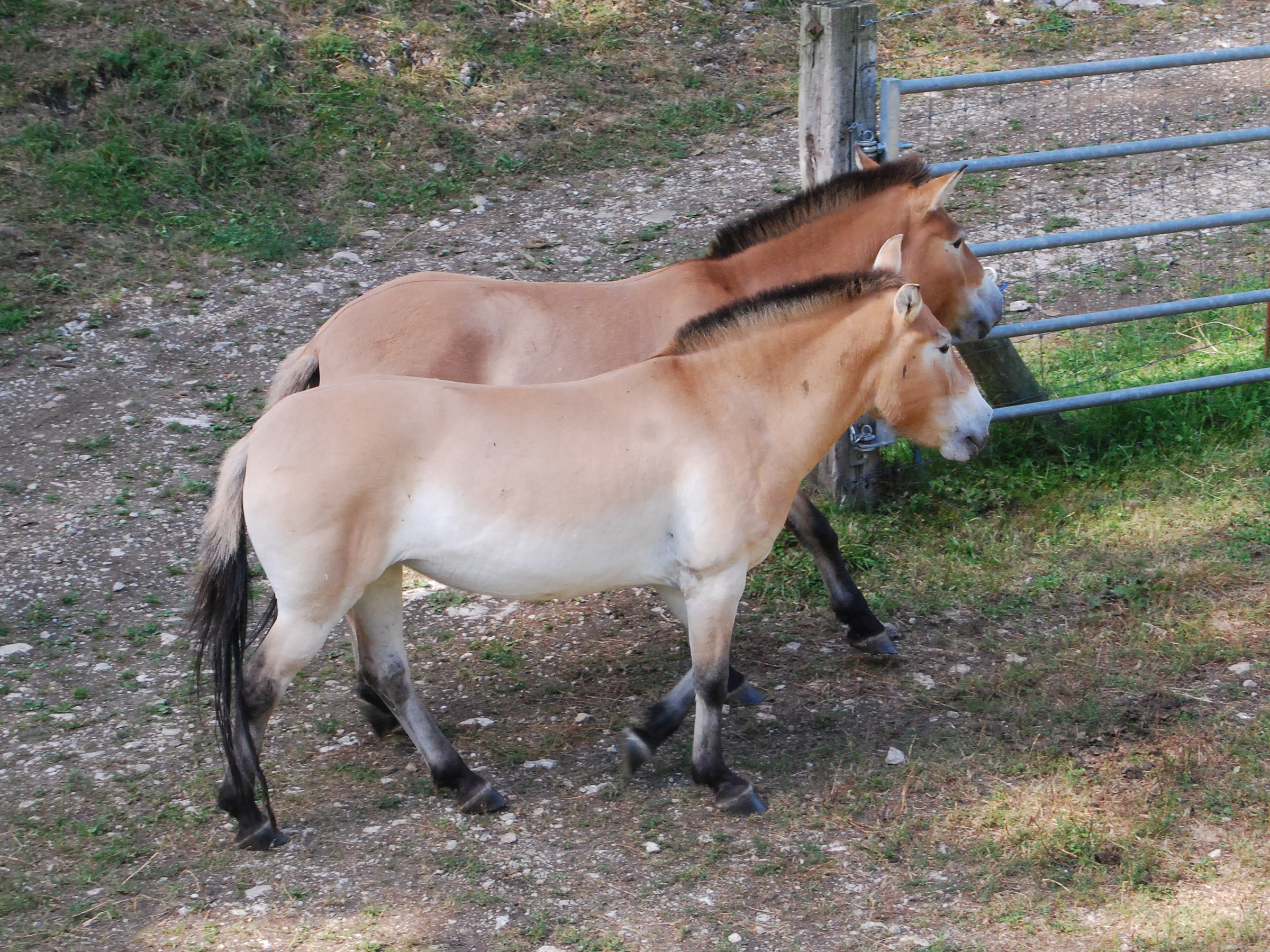
Przewalski-Pferde
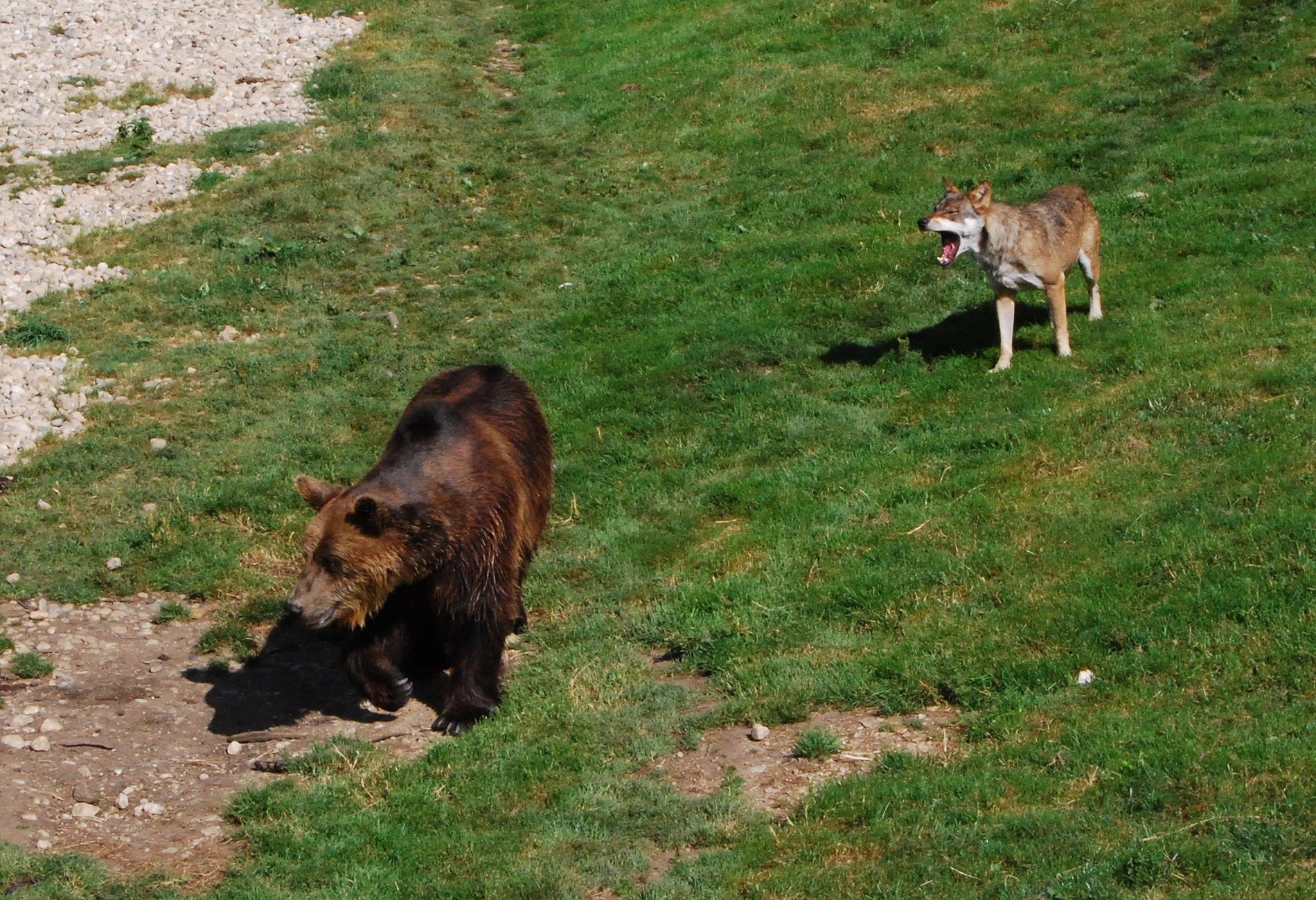
Wolf und Braunbär